# Bruce Gilley
Bruce Gilley (* 21. Juli 1966 in Montreal, Quebec) ist ein US-amerikanischer Professor für Politikwissenschaft und Direktor des Ph.D.-Programms für öffentliche Angelegenheiten und Politik an der Mark O. Hatfield School of Government der Portland State University sowie Präsident der Oregon Association of Scholars. Internationale Anerkennung, aber auch Kritik erntete Gilley für seinen umstrittenen Peer-Review-Artikel „The Case for Colonialism“, der 2017 in einer Online-Ausgabe des Wissenschaftsjournals The Third World Quarterly veröffentlicht wurde. Fünfzehn Vorstandsmitglieder des Journals traten wegen Gilleys Artikel zurück.

## Leben
Gilley erhielt 1988 seinen Bachelor of Arts in Wirtschaftswissenschaften und internationalen Beziehungen von der University of Toronto. Von 1989 bis 1991 war er Commonwealth Scholar an der University of Oxford, wo er 1991 seinen Master of Philosophy in Wirtschaftswissenschaften erhielt.
Von 1992 bis 2002 arbeitete er als Journalist in Hongkong und schrieb für die Zeitung Eastern Express und anschließend für das Magazin Far Eastern Economic Review, wo er einen illegalen Technologietransfer eines Stanford-Professors an das chinesische Militär aufdeckte.
Gilley war von 2004 bis 2006 Woodrow Wilson Scholar an der Princeton University, wo er 2007 in Politik promovierte.

## Kontroverse umThe Case for Colonialism
Gilleys Artikel „The Case for Colonialism“ wurde 2017 gegen die Empfehlung der Rezensenten in einer Online-Vorabversion des Third World Quarterly veröffentlicht. Laut Gilley war der Kolonialismus sowohl objektiv vorteilhaft (seine Vorteile überwogen seine Nachteile) als auch subjektiv legitim (er wurde von großen Teilen der lokalen Bevölkerung akzeptiert). Folglich fordert der Autor eine Wiederbelebung des Kolonialismus. Der Artikel war sowohl wegen seiner Argumentation als auch wegen seiner späteren Zurücknahme umstritten und löste eine Debatte über akademische Standards und Peer-Review aus.
Fünfzehn Mitglieder des Vorstands des Academic Journal traten wegen der Angelegenheit zurück. Der Artikel wurde schließlich mit Gilleys Zustimmung zurückgezogen und im April 2018 in der Zeitschrift Academic Questions der konservativen National Association of Scholars erneut veröffentlicht. Auf die Frage, ob es ethisch vertretbar wäre, einen Artikel zu veröffentlichen, in dem Völkermord befürwortet wird, sagte Gilley: „Ich denke, jeder würde zustimmen, dass ‚Völkermord‘ ein moralischer Fehler ist“, aber er glaube nicht, dass Kolonialismus ein moralischer Fehler sei. Im Frühjahr 2022 antwortete Gilley vielen seiner Kritiker in einem zweiten Artikel mit dem Titel „The Case for Colonialism: A Response to My Critics“.

## Bruce Gilley und Deutschland
2019 hielt Bruce Gilley auf Einladung der AfD einen Vortrag über wirtschaftliche Zusammenarbeit und Entwicklung. Er zog eine Bestandsaufnahme des deutschen Kolonialismus – warum sich die Deutschen nicht für die Kolonialzeit entschuldigen und schon gar nicht dafür bezahlen müssten. 2021 veröffentlichte er sein Buch „Zur Verteidigung des deutschen Kolonialismus“.

## Publikationen (Auswahl)

### Monographien
- Tiger on the Brink: Jiang Zemin and China’s New Elite. University of California Press, 1998.
- Model Rebels: The Rise and Fall of China’s Richest Village. University of California Press, 2001.
- China’s New Rulers: The Secret Files. New York Review of Books, New York, 2003 (with Andrew Nathan).
- China’s Democratic Future: How It Will Happen and Where It Will Lead. Columbia University Press, 2004.
- The Right to Rule: How States Win and Lose Legitimacy. Columbia University Press, 2009.
- The Nature of Asian Politics. Cambridge University Press, 2014.
- The Last Imperialist: Sir Alan Burns’s Epic Defense of the British Empire. Regnery Gateway, 2021.
- In Defense of German Colonialism: And How Its Critics Empowered Nazis, Communists, and the Enemies of the West. Regnery Gateway, 2022.

### Artikel
- Against the concept of ethnic conflict. In: Third World Quarterly. 25 (6): 1155–1166 (doi:10.1080/0143659042000256959).
- The Case for Colonialism. In: Third World Quarterly, 2017.
- "The Case for Colonialism: A Response to My Critics. In: Academic Questions, Spring 2022 (Online).